# Parque histórico de Sri Thep
El Parque histórico Si Thep (en tailandés: อุทยานประวัติศาสตร์ศรีเทพ) es un yacimiento arqueológico en la provincia de Phetchabun de Tailandia. Está situado a 232 kilómetros de Bangkok, en una llanura a unos 4 kilómetros al este del río Pa Sak. Cubre la antigua ciudad de Si Thep, un sitio habitado aproximadamente desde el III/siglo V d. C. hasta el siglo XIII, que abarca períodos culturales desde la prehistoria tardía hasta  Dvaravati, a la edad de oro del Imperio jemer. Si Thep fue una de las ciudades-Estado más grandes conocidas que surgió alrededor de las llanuras de Tailandia Central en el primer milenio a. C., pero quedó abandonada en la época en que las ciudades de habla tailandesa del reino de Sujotai y más tarde el reino de Ayutthaya emergieron como nuevos centros de poder en la cuenca del río Chao Phraya.
El yacimiento atrajo la atención de la arqueología moderna en 1904, tras las prospecciones realizadas por el príncipe Damrong Rajanubhab, y fue declarado patrimonio cultural en Tailandia en 1935. El Departamento de Bellas Artes de Tailandia ha llevado a cabo continuos estudios y excavaciones en el yacimiento, que también ha sido estudiado por los arqueólogos príncipe Subhadradis Diskul, H. G. Quaritch Wales y Jean Boisselier, entre otros.
Si Thep fue catalogado como parque histórico en 1984 y fue propuesto como Patrimonio de la Humanidad tentativo de la UNESCO por Tailandia en 2019. El 19 de septiembre de 2023, se inscribió en la Lista del Patrimonio Mundial como La antigua ciudad de Si Thep y sus monumentos dvaravati asociados'. Se trata de la primera candidatura cultural tailandesa a la Lista del Patrimonio Mundial desde la de Ban Chiang en 1992.

## Historia

### Colonización antigua: SiglosIV-Vd.C.
Si Thep se desarrolló a partir de una aldea agrícola prehistórica en el valle de Pa Sak hace aproximadamente 2500-1500 años.
En la primera fase arqueológica (c. siglos IV-V d. C.), el asentamiento antiguo de Si Thep ocupó el interior de la ciudad y existía una tradición funeraria con ofrendas relacionadas con India y las comunidades de la región central y la cuenca del río Mon al noreste.

### Época de influencia hindú: siglosVI-VIII
La segunda fase de ocupación (c. siglos VI-VIII) se caracterizó por la expansión hacia el exterior de la ciudad. A medida que surgía la monarquía, el visnuismo adoptó un papel importante en la sociedad de Si Thep, con relaciones con las culturas de la India, Funan, Chenla y Dvaravati.  Si Thep fue un centro urbano de la cultura Dvaravati desde el siglo VI d. C.., y una de las primeras comunidades de Tailandia que estableció contactos con India, atestiguados en la inscripción en piedra K 978, escrita en sánscrito con escritura Pallava datada en el siglo VI d. C.. Así pues, Si Thep se convirtió en un estado primitivo junto con otros estados primitivos del Sudeste Asiático como Funan, Chenla y el reino de Sri Ksetra. Charles Higham informa de una inscripción Dvaravati del siglo VII procedente de Si Thep que dice: «En el año... un rey que es sobrino del gran rey, que es hijo de Pruthiveenadravarman, y que es grande como Bhavavarman, que tiene principios morales de renombre, que es poderoso y el terror de sus enemigos, erige esta inscripción al ascender al trono». Un foso cercaba 4,7 km cuadrados, mientras que la estructura de Khao Klang Nai (en tailandés: เขาคลังใน) data de los siglos VI-VII.

### Época de influencia budista: siglosVIII-X
Esta etapa (c. siglos VIII-X) fue la más próspera. Se desarrolló un sistema de irrigación, y el budismo Mahāyāna influyó en el arte mientras continuaban las relaciones con India, Dvaravati y las ciudades del noreste. Los emplazamientos de Si Thep, Muang Sema y Lopburi controlaban las rutas de la región.

### Surgimiento Angkoriano: siglosXI-XIII
Durante esta fase (c. XI-XIII), el shivaísmo fue una gran influencia en Si Thep en la época angkoriana, y Si Thep mantenía relaciones con Phimai en la cuenca del río Mun ya que Muang Sema dejó de controlar las rutas. Debido a la política de Jayavarman VII, Sri Thep perdió importancia y fue abandonada hacia el siglo XIV. Prang Song Phi Nong y Prang Si Thep se construyeron entre los siglos XI-XIII.: 303, 308–309 

## Estructuras existentes

### Dentro de la ciudad
- Khao Khlang Nai (en tailandés: เขาคลังใน)
- Prang Si Thep (en tailandés: ปรางค์ศรีเทพ)
- Prang Song Phi Nong (en tailandés: ปรางค์สองพี่น้อง)

### Fuera del centro urbano
- Khao Khlang Nok (en tailandés: เขาคลังนอก)
- Prang Ruesi (en tailandés: ปรางค์ฤๅษี)

|                                      |
| Mapa del Parque Histórico de Si Thep |

| |
| Khao Khlang Nai era un santuario budista. La estupa central, de forma rectangular y orientada hacia el este, es característica del estilo arquitectónico dvaravati, datado en torno a los siglos VI-VII. |

| |
| Prang Si Thep, construido en estilo arquitectónico jemer a finales del periodo Dvaravati, en torno al siglo XII. |

|                     |
| Prang Song Phi Nong |

|             |
| Prang Ruesi |